# Футбол на літніх Олімпійських іграх 2016 — чоловіки
Чоловічий футбол на літніх Олімпійських іграх 2016 року відбувались в Ріо-де-Жанейро та низці інших міст у Бразилії, з 3 по 20 серпня.
Фінал був зіграний на стадіоні Маракана. Футбольні асоціації-члени ФІФА направляли чоловічі команди U-23 для участі в турнірі. За правилами Олімпійських ігор чоловічі команди мали право заявити у свою команду лише трьох гравців у віці понад 23.
На цих іграх змагались 16 чоловічих команд. Жеребкування турніру відбулося 14 квітня 2016 року.
Олімпійськими чемпіонами стали господарі турніру бразильці.

## Календар
| Г | Груповий раунд | ¼ | Чвертьфінали | ½ | Півфінали | Т | Матч за 3-тє місце | Ф | Фінал |

| Раунд↓/Дата → | Ср 3 | Чт 4 | Пт 5 | Сб 6 | Нд 7 | Пн 8 | Вт 9 | Ср 10 | Чт 11 | Пт 12 | Сб 13 | Нд 14 | Пн 15 | Вт 16 | Ср 17 | Чт 18 | Пт 19 | Сб 20 |
| ------------- | ---- | ---- | ---- | ---- | ---- | ---- | ---- | ----- | ----- | ----- | ----- | ----- | ----- | ----- | ----- | ----- | ----- | ----- |
| Чоловіки      |      | Г    |      |      | Г    |      |      | Г     |       |       | ¼     |       |       | ½     |       |       |       | Т/Ф   |

## Кваліфікація
Крім господарів турніру Бразилії, ще 15 національних команд квалфікувалися з шести континентальних федерацій. Розподілення путівок на змагання між федераціями було затверджено ФІФА на засіданні Виконавчого комітету в березні 2014 року.
| Турнір                                                             | Дата кваліфікації             | Місце проведення                 | Путівки | Збірні         |
| ------------------------------------------------------------------ | ----------------------------- | -------------------------------- | ------- | -------------- |
| Господар                                                           | 2 жовтня 2009                 | Данія                            | 1       | Бразилія       |
| Чемпіонат Південної Америки з футболу серед молодіжних команд 2015 | 14 січня – 7 лютого 2015      | Уругвай                          | 1       | Аргентина      |
| Молодіжний чемпіонат Європи з футболу 2015                         | 17 - 30 червня 2015           | Чехія                            | 4       | Данія          |
| Молодіжний чемпіонат Європи з футболу 2015                         | 17 - 30 червня 2015           | Чехія                            | 4       | Німеччина      |
| Молодіжний чемпіонат Європи з футболу 2015                         | 17 - 30 червня 2015           | Чехія                            | 4       | Португалія     |
| Молодіжний чемпіонат Європи з футболу 2015                         | 17 - 30 червня 2015           | Чехія                            | 4       | Швеція         |
| Тихоокеанські ігри 2015                                            | 3–17 липня 2015               | Папуа Нова Гвінея                | 1       | Фіджі1         |
| Олімпійська кваліфікація КОНКАКАФ 2015                             | 1–13 жовтня 2015              | США                              | 2       | Гондурас       |
| Олімпійська кваліфікація КОНКАКАФ 2015                             | 1–13 жовтня 2015              | США                              | 2       | Мексика        |
| Молодіжний (U-23) чемпіонат Африки з футболу 2015                  | 28 листопада – 12 грудня 2015 | Сенегал                          | 3       | Алжир          |
| Молодіжний (U-23) чемпіонат Африки з футболу 2015                  | 28 листопада – 12 грудня 2015 | Сенегал                          | 3       | Нігерія        |
| Молодіжний (U-23) чемпіонат Африки з футболу 2015                  | 28 листопада – 12 грудня 2015 | Сенегал                          | 3       | ПАР            |
| Молодіжний кубок Азії з футболу 2016                               | 12–30 січня 2016              | Катар                            | 3       | Ірак           |
| Молодіжний кубок Азії з футболу 2016                               | 12–30 січня 2016              | Катар                            | 3       | Японія         |
| Молодіжний кубок Азії з футболу 2016                               | 12–30 січня 2016              | Катар                            | 3       | Південна Корея |
| Плей-оф КОНМЕБОЛ—КОНКАКАФ                                          | 25–29 березня 2016            | Колумбія США (дома та на виїзді) | 1       | Колумбія       |
| Разом                                                              |                               |                                  | 16      |                |

- ↑ Дебют

## Арбітри
2 травня 2016 року ФІФА опублікувала список суддів, які будуть працювати на турнірі.
| Конфедерація | Головний арбітр                                      |
| ------------ | ---------------------------------------------------- |
| АФК          | Фахад Аль-Мірдасі ( Південно-Африканська Республіка) |
| АФК          | Аліреза Фагані ( Іран)                               |
| АФК          | Рюдзі Сато ( Японія)                                 |
| КАФ          | Гехад Гріша ( Єгипет)                                |
| КАФ          | Маланг Д'єдью ( Сенегал)                             |
| КОНКАКАФ     | Вальтер Лопес Кастельянос ( Гватемала)               |
| КОНКАКАФ     | Сезар Артуро Рамос ( Мексика)                        |
| КОНМЕБОЛ     | Нестор Пітана ( Аргентина)                           |
| КОНМЕБОЛ     | Сандро Річчі ( Бразилія)                             |
| КОНМЕБОЛ     | Родді Самбрано ( Еквадор)                            |
| ОФК          | Метью Конгер ( Нова Зеландія)                        |
| УЄФА         | Джюнейт Чакир ( Туреччина)                           |
| УЄФА         | Овідіу Гацеган ( Румунія)                            |
| УЄФА         | Сергій Карасьов ( Росія)                             |
| УЄФА         | Антоніо Матео Лаос ( Іспанія)                        |
| УЄФА         | Клеман Тюрпен ( Франція)                             |

## Стадіони
Змагання відбудуться на семи стадіонах у шести різних містах Бразилії:
- Арена да Амазонія, Манаус — 4 матчі групового етапу
- Еженьян (Олімпійський стадіон Жоао Авеланжа), Ріо-де-Жанейро — 4 матчі групового етапу
- Національний стадіон, Бразиліа — 6 матчів групового етапу, чвертьфінал
- Арена Фонте-Нова, Салвадор — 6 матчів групового етапу, чвертьфінал
- Арена Корінтіанс, Сан-Паулу — 2 матчі групового етапу, чвертьфінал, півфінал
- Мінейран, Белу-Оризонті — 2 матчі групового етапу, чвертьфінал, матч за 3-тє місце
- Маракана, Ріо-де-Жанейро — півфінал, фінал

## Склади
Чоловічі змагання є повноцінним міжнародним турніром, на якому можуть виступати гравці віком до 23 років (народжені пізніше ніж 1 січня 1993), при чому допускаються не більше 3 старших гравців. Кожна команда складається з 18 осіб, двоє з яких воротарі, а також має список із 4 гравців, які можуть замінити основних у випадку їх травмування під час змагань. Гравці команд обирають номери від 1 до 18.

## Жеребкування
Жеребкування змагань відбулося 14 квітня 2016 року на стадіоні Маракана, Ріо-де-Жанейро. 16 команд чоловічого турніру були розподілені на чотири групи по 4 команди. Збірні були розташовані у чотирьох кошиках по чотирикоманди на основі результатів п'яти останніх футбольних турнрів Олімпійських ігор. Господарі турніру збірна Бразилії автоматично посіли позицію A1. У кожній групі може бути не більше однієї команди від кожної конфедерації.
| Кошик 1                                                     | Кошик 2                                      | Кошик 3                             | Кошик 4                                |
| ----------------------------------------------------------- | -------------------------------------------- | ----------------------------------- | -------------------------------------- |
| - Бразилія (визначені на A1) - Аргентина - Мексика - Японія | - Нігерія - Південна Корея - Гондурас - Ірак | - Швеція - Фіджі - Португалія - ПАР | - Алжир - Колумбія - Данія - Німеччина |

## Груповий етап
Збірні, що зайняли перші та другі місця, виходять до наступного раунду. Позиції команд визначаються так:
1. Очки, набрані в усіх матчах групового етапу;
2. Різниця забитих та пропущених м'ячів у всіх матчах групового етапу;
3. Кількість забитих м'ячів у всіх матчах групового етапу;

Якщо дві або більше команд виявляються рівними за цими показниками, позиції визначаються таким чином:
1. Очки, набрані в матчах між цими командами;
2. Різниця забитих та пропущених м'ячів у матчах між цими командами;
3. Кількість забитих м'ячів у матчах між цими командами;
4. Жеребкування Організаційним комітетом ФІФА.

У всіх матчах зазначено місцевий час, BRT (UTC−3).
| Умовні позначення | Умовні позначення                                               |
| ----------------- | --------------------------------------------------------------- |
|                   | Переможці груп та другі місця напряму проходять до чвертьфіналу |

### Група А
| М  | Команда  | І | В | Н | П | МЗ | МП | РМ | О |
| -- | -------- | - | - | - | - | -- | -- | -- | - |
| 1. | Бразилія | 3 | 1 | 2 | 0 | 4  | 0  | +4 | 5 |
| 2. | Данія    | 3 | 1 | 1 | 1 | 1  | 4  | −3 | 4 |
| 2. | Ірак     | 3 | 0 | 3 | 0 | 1  | 1  | 0  | 3 |
| 4. | ПАР      | 3 | 0 | 2 | 1 | 1  | 2  | −1 | 2 |

| 4 серпня 2016 13:00 |

| Ірак | 0 – 0           | Данія |
| ---- | --------------- | ----- |
|      | Протокол(англ.) |       |

| Національний стадіон, Бразиліа Глядачів: 18 000 Арбітр: Сезар Артуро Рамос (Мексика) |

| 4 серпня 2016 16:00 |

| Бразилія | 0 – 0           | ПАР |
| -------- | --------------- | --- |
|          | Протокол(англ.) |     |

| Національний стадіон, Бразиліа Глядачів: 69 389 Арбітр: Антоніо Матео Лаос (Іспанія) |

| 7 серпня 2016 19:00 |

| Данія    | 1 – 0           | ПАР |
| -------- | --------------- | --- |
| Сков 69' | Протокол(англ.) |     |

| Національний стадіон, Бразиліа Глядачів: 32 214 Арбітр: Рюдзі Сато (Японія) |

| 7 серпня 2016 22:00 |

| Бразилія | 0 – 0           | Ірак |
| -------- | --------------- | ---- |
|          | Протокол(англ.) |      |

| Національний стадіон, Бразиліа Глядачів: 65 829 Арбітр: Овідіу Гацеган (Румунія) |

| 10 серпня 2016 22:00 |

| Данія | 0 – 4           | Бразилія                                            |
| ----- | --------------- | --------------------------------------------------- |
|       | Протокол(англ.) | 26', 80' Габріел Барбоза 40' Габріел Жезус 50' Луан |

| Арена Фонте-Нова, Салвадор Глядачів: 41 067 Арбітр: Аліреза Фагані (Іран) |

| 10 серпня 2016 22:00 |

| ПАР       | 1 – 1           | Ірак           |
| --------- | --------------- | -------------- |
| Мотупа 6' | Протокол(англ.) | 14' Абдул-Амір |

| Арена Корінтіанс, Сан-Паулу Глядачів: 37 742 Арбітр: Родді Самбрано (Еквадор) |

### Група В
| М  | Команда  | І | В | Н | П | МЗ | МП | РМ | О |
| -- | -------- | - | - | - | - | -- | -- | -- | - |
| 1. | Нігерія  | 3 | 2 | 0 | 1 | 6  | 6  | 0  | 6 |
| 2. | Колумбія | 3 | 1 | 2 | 0 | 6  | 4  | +2 | 5 |
| 3. | Японія   | 3 | 1 | 1 | 1 | 7  | 7  | 0  | 4 |
| 4. | Швеція   | 3 | 0 | 1 | 2 | 2  | 4  | −2 | 1 |

| 4 серпня 2016 19:00 (18:00 UTC−4) |

| Швеція                          | 2 – 2           | Колумбія                       |
| ------------------------------- | --------------- | ------------------------------ |
| Мікаель Ісхак 43' Айдаревіч 62' | Протокол(англ.) | 17' Гутьєррес 75' (пен.) Пабон |

| Арена да Амазонія, Манаус Глядачів: 29 996 Арбітр: Фахад Аль-Мірдасі (Саудівська Аравія) |

| 4 серпня 2016 22:00 (21:00 UTC−4) |

| Нігерія                                 | 5 – 4           | Японія                                                |
| --------------------------------------- | --------------- | ----------------------------------------------------- |
| Умар 6' Етебо 10', 42', 52' (пен.), 66' | Протокол(англ.) | 9' (пен.) Мінаміно 12' Корокі 70' Асано 90+5' Судзукі |

| Арена да Амазонія, Манаус Глядачів: 29 996 Арбітр: Клеман Тюрпен (Франція) |

| 7 серпня 2016 19:00 (18:00 UTC−4) |

| Швеція | 0 – 1           | Нігерія   |
| ------ | --------------- | --------- |
|        | Протокол(англ.) | 40' Садік |

| Арена да Амазонія, Манаус Глядачів: 23 892 Арбітр: Метью Конгер (Нова Зеландія) |

| 7 серпня 2016 22:00 (21:00 UTC−4) |

| Японія                  | 2 – 2           | Колумбія                         |
| ----------------------- | --------------- | -------------------------------- |
| Асано 67' Накадзіма 74' | Протокол(англ.) | 59' Гутьєррес 65' (аг) Фудзіхару |

| Арена да Амазонія, Манаус Глядачів: 26 603 Арбітр: Сергій Карасьов (Росія) |

| 10 серпня 2016 19:00 |

| Японія     | 1 – 0           | Швеція |
| ---------- | --------------- | ------ |
| Ядзіма 65' | Протокол(англ.) |        |

| Арена Фонте-Нова, Салвадор Глядачів: 17 821 Арбітр: Маланг Д'єдью (Сенегал) |

| 10 серпня 2016 19:00 |

| Колумбія                      | 2 – 0           | Нігерія |
| ----------------------------- | --------------- | ------- |
| Гутьєррес 4' Пабон 63' (пен.) | Протокол(англ.) |         |

| Арена Корінтіанс, Сан-Паулу Глядачів: 36 702 Арбітр: Сезар Артуро Рамос (Мексика) |

### Група C
| М  | Команда        | І | В | Н | П | МЗ | МП | РМ  | О |
| -- | -------------- | - | - | - | - | -- | -- | --- | - |
| 1. | Південна Корея | 3 | 2 | 1 | 0 | 12 | 3  | +9  | 7 |
| 2. | Німеччина      | 3 | 1 | 2 | 0 | 15 | 5  | +10 | 5 |
| 3. | Мексика        | 3 | 1 | 1 | 1 | 7  | 4  | +3  | 4 |
| 4. | Фіджі          | 3 | 0 | 0 | 3 | 1  | 23 | −22 | 0 |

| 4 серпня 2016 17:00 |

| Мексика                  | 2 – 2           | Німеччина             |
| ------------------------ | --------------- | --------------------- |
| Перальта 52' Пісарро 60' | Протокол(англ.) | 58' Гнабрі 78' Гінтер |

| Арена Фонте-Нова, Салвадор Глядачів: 16 500 Арбітр: Аліреза Фагані (Іран) |

| 4 серпня 2016 20:00 |

| Фіджі  | 0 – 8           | Південна Корея                                                                                |
| ------ | --------------- | --------------------------------------------------------------------------------------------- |
| 16 000 | Протокол(англ.) | 32', 63', 90+3' Рю Син У 62', 63' Квон Чхан Хун 72' (пен.) Сон Хин Мін 77', 90' Сок Хьон Джун |

| Арена Фонте-Нова, Салвадор Глядачів: 16 000 Арбітр: Маланг Д'єдью (Сенегал) |

| 7 серпня 2016 13:00 |

| Фіджі      | 1 – 5           | Мексика                                   |
| ---------- | --------------- | ----------------------------------------- |
| Крішна 57' | Протокол(англ.) | 48', 55', 58', 73' Гутьєррес 67' Сальседо |

| Арена Фонте-Нова, Салвадор Глядачів: 11 200 Арбітр: Гехад Гріша (Єгипет) |

| 7 серпня 2016 16:00 |

| Німеччина                    | 3 – 3           | Південна Корея                                    |
| ---------------------------- | --------------- | ------------------------------------------------- |
| Гнабрі 33', 90+2' Зельке 55' | Протокол(англ.) | 25' Хван Хі Чан 57' Сон Хин Мін 87' Сок Хьон Джун |

| Арена Фонте-Нова, Салвадор Глядачів: 17 121 Арбітр: Нестор Пітана (Аргентина) |

| 10 серпня 2016 16:00 |

| Німеччина                                                            | 10 – 0          | Фіджі |
| -------------------------------------------------------------------- | --------------- | ----- |
| Гнабрі 8', 45' Петерсен 14', 33', 40', 63' (пен.) Маєр 30', 49', 52' | Протокол(англ.) |       |

| Мінейран, Белу-Оризонті Глядачів: 16 521 Арбітр: Фахад Аль-Мірдасі (Саудівська Аравія) |

| 10 серпня 2016 16:00 |

| Південна Корея    | 1 – 0           | Мексика |
| ----------------- | --------------- | ------- |
| Квон Чхан Хун 73' | Протокол(англ.) |         |

| Національний стадіон, Бразиліа Глядачів: 19 332 Арбітр: Клеман Тюрпен (Франція) |

### Група D
| М  | Команда    | І | В | Н | П | МЗ | МП | РМ | О |
| -- | ---------- | - | - | - | - | -- | -- | -- | - |
| 1. | Португалія | 3 | 2 | 1 | 0 | 5  | 2  | +3 | 7 |
| 2. | Гондурас   | 3 | 1 | 1 | 1 | 5  | 5  | 0  | 4 |
| 3. | Аргентина  | 3 | 1 | 1 | 1 | 3  | 4  | −1 | 4 |
| 4. | Алжир      | 3 | 0 | 1 | 2 | 4  | 6  | −2 | 1 |

| 4 серпня 2016 15:00 |

| Гондурас                         | 3 – 2           | Алжир                     |
| -------------------------------- | --------------- | ------------------------- |
| Кіото 13' Перейра 33' Лосано 79' | Протокол(англ.) | 68' Бендебка 85' Бунеджах |

| Олімпійський стадіон Жоао Авеланжа, Ріо-де-Жанейро Глядачів: 20 000 Арбітр: Сандро Річчі (Бразилія) |

| 4 серпня 2016 18:00 |

| Португалія             | 2 – 0           | Аргентина |
| ---------------------- | --------------- | --------- |
| Пасіенсія 66' Піте 84' | Протокол(англ.) |           |

| Олімпійський стадіон Жоао Авеланжа, Ріо-де-Жанейро Глядачів: 37 407 Арбітр: Вальтер Лопес Кастельянос (Гватемала) |

| 7 серпня 2016 15:00 |

| Гондурас | 1 – 2           | Португалія                  |
| -------- | --------------- | --------------------------- |
| Еліс 1'  | Протокол(англ.) | 21' Фігейреду 21' Пасіенсія |

| Олімпійський стадіон Жоао Авеланжа, Ріо-де-Жанейро Глядачів: 32 928 Арбітр: Родді Самбрано (Еквадор) |

| 7 серпня 2016 18:00 |

| Аргентина              | 2 – 1           | Алжир        |
| ---------------------- | --------------- | ------------ |
| Корреа 47' Кальєрі 70' | Протокол(англ.) | 64' Бендебка |

| Олімпійський стадіон Жоао Авеланжа, Ріо-де-Жанейро Глядачів: 37 450 Арбітр: Джюнейт Чакир (Тереччина) |

| 10 серпня 2016 13:00 |

| Аргентина      | 1 – 1           | Гондурас          |
| -------------- | --------------- | ----------------- |
| Мартінес 90+3' | Протокол(англ.) | 75' (пен.) Лосано |

| Національний стадіон, Бразиліа Глядачів: 16 029 Арбітр: Антоніо Матео Лаос (Іспанія) |

| 10 серпня 2016 13:00 |

| Алжир         | 1 – 1           | Португалія           |
| ------------- | --------------- | -------------------- |
| Бенкабліа 30' | Протокол(англ.) | 25' (пен.) Пасіенсія |

| Мінейран, Белу-Оризонті Глядачів: 13 787 Арбітр: Метью Конгер (Нова Зеландія) |

## Плей-оф
У раундах плей-оф, якщо матч закінчується внічию в основний час, граються додаткові два тайми по 15 хвилин кожний, і, якщо необідно, виконується серія післяматчевих пенальті для визначення переможця.
18 травня 2016 року Виконавчий комітет ФІФА ухвалив рішення, що змагання будуть частиною тестування Міжнародною радою футбольних асоціацій використання четвертої заміни в додатковий час.
|  | Чвертьфінали              | Чвертьфінали          |                            |         | Півфінали   | Півфінали   |  |  | Фінал                     | Фінал |
|  |                           |                       |                            |         |             |             |  |  |                           |       |
|  | 13 серпня – Сан-Паулу     |                       |                            |         |             |             |  |  |                           |       |
|  |                           |                       |                            |         |             |             |  |  |                           |       |
|  | Бразилія                  | 2                     |                            |         |             |             |  |  |                           |       |
|  | Бразилія                  | 2                     | 17 серпня – Ріо-де-Жанейро |         |             |             |  |  |                           |       |
|  | Колумбія                  | 0                     |                            |         |             |             |  |  |                           |       |
|  | Колумбія                  | 0                     | Бразилія                   | 6       |             |             |  |  |                           |       |
|  | 13 серпня – Белу-Оризонті |                       | Бразилія                   | 6       |             |             |  |  |                           |       |
|  |                           | Гондурас              | 0                          |         |             |             |  |  |                           |       |
|  | Південна Корея            | Гондурас              | 0                          | 0       |             |             |  |  |                           |       |
|  | Південна Корея            |                       | 20 серпня – Ріо-де-Жанейро | 0       |             |             |  |  |                           |       |
|  | Гондурас                  | 1                     |                            |         |             |             |  |  |                           |       |
|  | Гондурас                  | 1                     | Бразилія (пен. )           | 1 (5)   |             |             |  |  |                           |       |
|  | 13 серпня – Салвадор      |                       | Бразилія (пен. )           | 1 (5)   |             |             |  |  |                           |       |
|  |                           | Німеччина             | 1 (4)                      |         |             |             |  |  |                           |       |
|  | Нігерія                   | Німеччина             | 1 (4)                      | 2       |             |             |  |  |                           |       |
|  | Нігерія                   | 17 серпня – Сан-Паулу |                            | 2       |             |             |  |  |                           |       |
|  | Данія                     | 0                     |                            |         |             |             |  |  |                           |       |
|  | Данія                     | 0                     | Нігерія                    | 0       | Третє місце | Третє місце |  |  |                           |       |
|  | 13 серпня – Бразиліа      |                       | Нігерія                    | 0       | Третє місце | Третє місце |  |  |                           |       |
|  |                           | Німеччина             | 2                          |         |             |             |  |  |                           |       |
|  | Португалія                | Німеччина             | 2                          | 0       | Гондурас    | 2           |  |  |                           |       |
|  | Португалія                |                       |                            | 0       | Гондурас    | 2           |  |  |                           |       |
|  | Німеччина                 | 4                     |                            | Нігерія | 3           |             |  |  |                           |       |
|  | Німеччина                 | 4                     |                            |         | 3           |             |  |  |                           |       |
|  |                           |                       |                            |         |             |             |  |  | 20 серпня – Белу-Оризонті |       |
|  |                           |                       |                            |         |             |             |  |  |                           |       |

### Чвертьфінали
| 13 серпня 2016 13:00 |

| Португалія | 0 – 4    | Німеччина                                   |
| ---------- | -------- | ------------------------------------------- |
|            | Протокол | 45+1' Гнабрі 57' Гінтер 75' Зельке 87' Макс |

| Національний стадіон, Бразиліа Глядачів: 55 412 Арбітр: Вальтер Лопес Кастельянос (Гватемала) |

| 13 серпня 2016 16:00 |

| Нігерія            | 2 – 0    | Данія |
| ------------------ | -------- | ----- |
| Мікел 15' Умар 59' | Протокол |       |

| Арена Фонте-Нова, Салвадор Глядачів: 30 307 Арбітр: Сандро Річчі (Бразилія) |

| 13 серпня 2016 19:00 |

| Південна Корея | 0 – 1    | Гондурас |
| -------------- | -------- | -------- |
|                | Протокол | 59' Еліс |

| Мінейран, Белу-Оризонті Глядачів: 36 704 Арбітр: Гехад Гріша (Єгипет) |

| 13 серпня 2016 22:00 |

| Бразилія            | 2 – 0    | Колумбія |
| ------------------- | -------- | -------- |
| Неймар 12' Луан 83' | Протокол |          |

| Арена Корінтіанс, Сан-Паулу Глядачів: 41 560 Арбітр: Джюнейт Чакир (Туреччина) |

### Півфінали
| 17 серпня 2016 13:00 |

| Бразилія                                                               | 6 – 0    | Гондурас |
| ---------------------------------------------------------------------- | -------- | -------- |
| Неймар 1', 90+1' (пен.) Габріел Жезус 26', 35' Маркіньйос 51' Луан 79' | Протокол |          |

| Маракана, Ріо-де-Жанейро Глядачів: 52 457 Арбітр: Овідіу Гацеган (Румунія) |

| 17 серпня 2016 16:00 |

| Нігерія | 0 – 2    | Німеччина                   |
| ------- | -------- | --------------------------- |
|         | Протокол | 9' Клостерманн 89' Петерсен |

| Арена Корінтіанс, Сан-Паулу Глядачів: 35 562 Арбітр: Нестор Пітана (Аргентина) |

### Матч за 3-є місце
| 20 серпня 2016 13:00 |

| Гондурас               | 2 – 3    | Нігерія                      |
| ---------------------- | -------- | ---------------------------- |
| Лосано 71' Перейра 86' | Протокол | 34', 56' С. Умар 49' А. Умар |

| Мінейран, Белу-Оризонті Глядачів: 9 091 Арбітр: Сандро Річчі (Бразилія) |

### Фінал
| 20 серпня 2016 17:30 |

| Бразилія   | 1 – 1    | Німеччина |
| ---------- | -------- | --------- |
| Неймар 27' | Протокол | 59' Маєр  |

| Маракана, Ріо-де-Жанейро Глядачів: 63 707 Арбітр: Аліреза Фагані (Іран) |

|                                                       |       | Пенальті                                   |  |
| Ренато Аугусто · Маркіньйос · Рафінья · Луан · Неймар | 5 – 4 | Гінтер · Гнабрі · Брандт · Зюле · Петерсен |  |

| Олімпійський футбольний турнір |
| ------------------------------ |
| Бразилія                       |
| Бразилія перший титул          |